# لتکوو
لتکوو (به چکی: Letkov) یک منطقهٔ مسکونی در جمهوری چک است که در ناحیه پلزن-سیتی واقع شده‌است. لتکوو ۴٫۷ کیلومتر مربع مساحت و ۴۷۹ نفر جمعیت دارد و ۳۹۲ متر بالاتر از سطح دریا واقع شده‌است.